# Ida Gotkovsky
Ida Rose Esther Gotkovsky (Calais, 26 de agosto de 1933) es una compositora francesa y pianista. Profesora de teoría musical en el Conservatorio de París en Francia.

## Trayectoria
Gotkovsky nació el 26 de agosto de 1933 en Calais, Francia. Su padre era el violinista Jacques Gotkovsky del Loewenguth cuarteto y su madre también tocaba el violín. Junto a su hermano Ivar (un pianista) y su hermana Nell (una violinista), todos músicos. Gotkovsky empezó componer a la edad de ocho años. Estudió en el Conservatorio de París, donde sus profesores fueron, Olivier Messiaen y Nadia Boulanger.
Ganó seis primeros premios de música en premios prestigiosos para sus composiciones, incluyendo el Premio Blumenthal (1958), Premio Pasdeloup (1959), Premio de Composición Concours Internacional de Divonne les Bains (1961), Médaille de la Ville de París (1963), Magnífico Prix de la Ville de París (1966) y el Prix Lili Boulanger (1967).

## Composiciones
Gotkovsky, en su producción incluye música de cámara, sinfonías, música instrumental, música vocal, ballets, y óperas. Notablemente, ha contribuido a la música con solos y piezas de cámara para saxófon. Su Concierto para Trombón (1978) ha sido comparado al de Messiaen, y su Suite para Tuba y piano (1959) revela influencia de Hindemith. Es también reconocida por haber escrito trabajos importantes para banda.
Gotkovsky y su música se expresan: "para crear un arte musical universal y para darse cuenta de la expresión musical a través de las edades mediante una lengua musical contemporánea con estructuras potentes."

## Trabajos seleccionados
Stage
- Le Rêve de Makar, ópera en ocho escenas (1964)
- Rien ne va Plus, Ballet (1968)
- Le Cirque, Ballet (1972)
- Le Songe d'une nuit d'hiver, ópera (1989)

Orquesta
- Scherzo (1956)
- Symphonie Vierte cordes et percusión (Sinfonía para Cuerdas y Percusión) (1957)
- Jeu (1957)
- Escapades (1958)
- Jongleries (1959)
- Funambules (1960)
- Symphonie Vierte vingt-quatre equipa à ventilación (Sinfonía para veinte cuatro viento instrumentos) (1960)
- El concierto vierte orchestre symphonique (1970)
- Musique en couleur (1970)
- Poème symphonique (1973)
- Symphonie de printemps (Sinfonía de primavera) para orquesta (1973) u orquesta de viento (1988)
- Poème du feu (Poema de Fuego) para orquesta de viento (1978)
- Danses rituelles Para orquesta de viento (1988)
- Brillante symphonie Para orquesta de viento (1988@–1989)
- Coral para orquesta u orquesta de viento (1989)
- Couleurs en musique Para orquesta u orquesta de viento (1992)
- Charanga para orquesta de viento (1992)
- O et lumière (Oro y Ligero) para orquesta (1992) u orquesta de viento (1993)
- Symphonie à la jeunesse (Sinfonía de juventud) para orquesta u orquesta de viento (1993)

Concertando
- Concierto para trompeta (1960)
- Núm. de concierto 1 para trompeta y orquesta (1962)
- Concierto para saxófono y orquesta (1966)
- Concierto para clarinete y orquesta (1968) o clarinete y orquesta de viento (1997)
- Concierto para 2 violines y orquesta (1971)
- Variaciones concertantes para fagot y orquesta (1972@–1973)
- Núm. de concierto 2 para trompeta y orquesta (1973)
- Concierto para piano y orquesta (1975)
- Concierto para cello y orquesta (1977@–1980)
- Concierto para trombone y orquesta de viento (1978)
- Concierto para saxófono y orquesta grande (1980)
- Concierto lyrique para clarinete y orquesta (1982) o clarinete y orquesta de viento (1994)
- Symphonie Para órgano y orquesta de viento (1982)
- Variaciones pathétiques para saxófono y orquesta (1983)
- Concierto para cuerno y orquesta (1984)

Música de cuarto
- Trío d'anches (Trío para Reed Instrumentos) (1954)
- Cuarteto de cuerda (1955)
- Danse russe Para violín y piano (1957)
- Suite Vierte dix instrumentos (Suite para Diez Instrumentos) (1959)
- Caractères Para violín y piano (1970)
- Éolienne Para flauta (o saxófono, o clarinete) y arpa (o piano) (1970)
- Mélodie Para flauta y piano (1970@–1985)
- Barcarolle Para oboe y piano (1970@–1985)
- Chanson Para clarinete y piano (1970@–1985)
- Allegro giocoso para fagot y piano (1970@–1985)
- Ritournelle Para trompeta y piano (1970@–1985)
- Idilio para trombone y piano (1970@–1985)
- Baladins Para tuba y piano (1970@–1985)
- Lied Para bajos trombone y piano (1970@–1985)
- Brillance Para saxófono de alto y piano (1974)
- Sonata para violín y piano (1976)
- Imágenes de Norvège (Cuadros de Noruega) para clarinete y piano (1977)
- Capriccio Para violín y piano (1981)
- Invocación lyrique (Incantations Lyriques?) Para viola y piano (1983)
- Variaciones pathétiques para saxófono de alto y piano (u orquesta) (1983)
- Quatuor de Saxófonos para cuatro saxófonos (1983)
- Sonata para solo de clarinete (1984)
- Trío para violín, clarinete y piano (1984)
- Trío lyrique para violín, saxófono de alto y piano (1984)
- Invenciones para saxófono de barítono y piano (1988)
- Quinteto de latón (1993)
- Quatuor de clarinettes Para cuatro clarinetes (1998)

Teclado
- Variación para piano (1956)
- Dasvidania Para acordeón (1962)
- Prélude Para piano (1970)

Vocal
- Mélodies (1956)

Coral
- Chœur Vierte voix mixtes (coro para voces mixtas) (1954)
- Hommage à Baudelaire (1982)
- Le Cántico de la forêt para coro y orquesta de viento (1989)
- Le Songe d'une nuit d'hiver Para coro y orquesta de viento (1989)
- Oratorio olympique Para coro y orquesta de viento (1991)
- Hommage à Jean de la Fontaine para el coro de los niños, orquesta y coro mixtos (1995)